# Raymond Allègre
Pour les articles homonymes, voir Allègre (homonymie).
 (mai 2014).
Si vous disposez d'ouvrages ou d'articles de référence ou si vous connaissez des sites web de qualité traitant du thème abordé ici, merci de compléter l'article en donnant les références utiles à sa vérifiabilité et en les liant à la section « Notes et références ».

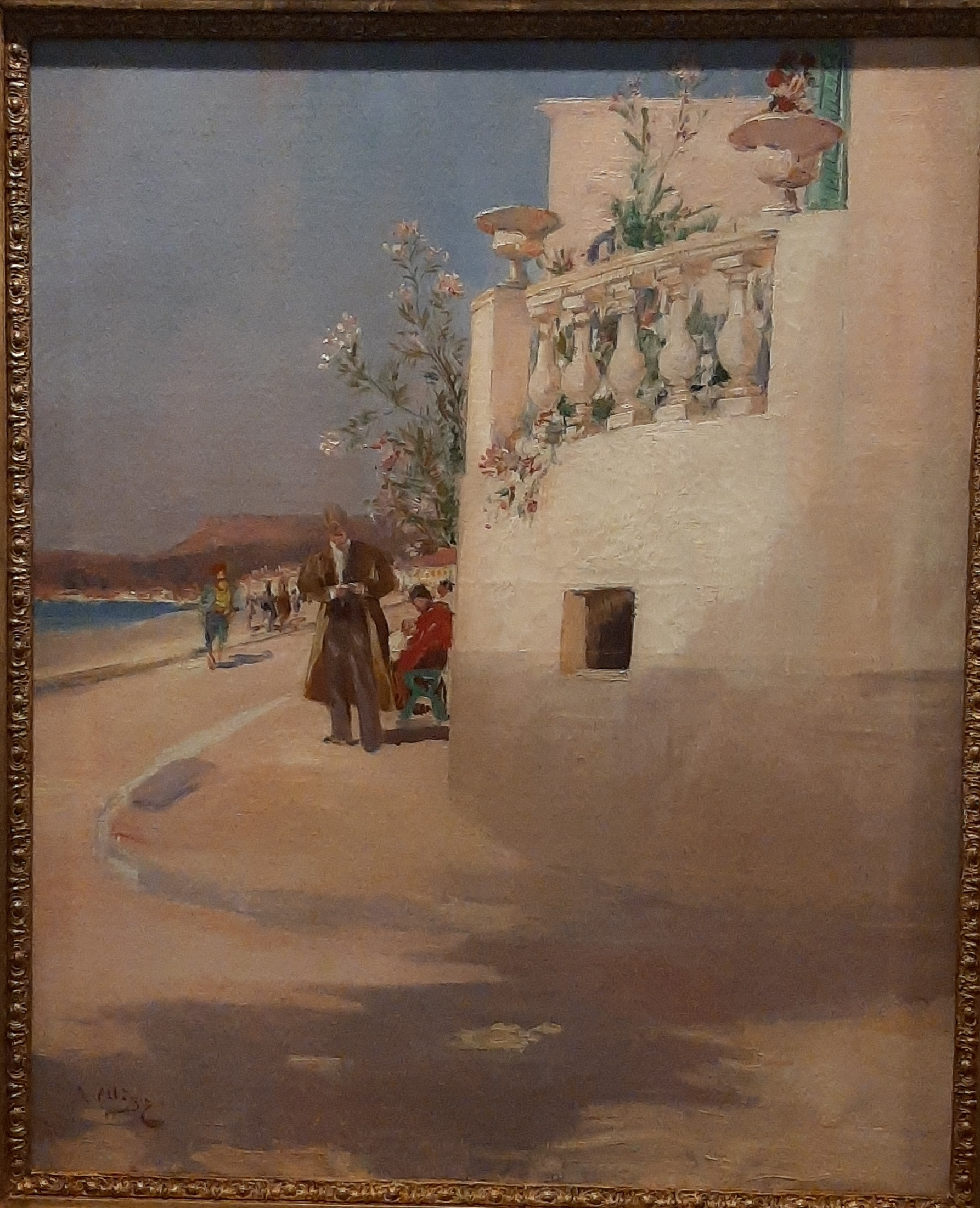
Le Chemin du Mourillon.

Raymond Louis Allègre, né le 26 août 1857 à Marseille (Bouches-du-Rhône) et mort dans la même ville le 6 janvier 1933, est un peintre français.

## Biographie
Peintre des paysages de la Provence, Raymond Allègre est également un peintre orientaliste. Il est élève à l'École des beaux-arts de Marseille. Il est l'ami de Jean-Baptiste Olive. Il poursuit sa formation artistique à l'École des beaux-arts de Paris dans les ateliers de Jean-Paul Laurens, d'Antoine Vollon et de Léon Bonnat. Il peint des paysages de la région parisienne et de la Normandie dès 1875.
Raymond Allègre retourne en Provence où il peint Martigues, Monaco et ses environs. Il expose au Salon à Paris de 1880 à 1932. Il remporte de nombreux prix et l'État lui achète des toiles. Il découvre Venise à l'occasion d'un voyage qu'il effectue en 1900 et devient amoureux de cette ville qui lui inspire un grand nombre de toiles. En 1900, il  participe, avec ses panneaux Alger et Cassis, à la décoration du  restaurant Le Train bleu de la gare de Lyon à Paris.
Il est nommé chevalier de la Légion d'honneur en 1903.

## Collections publiques
- Musée des Beaux-Arts et d'Archéologie Joseph-Déchelette, Roanne :
  - Paysage en provence
- Bourg-en-Bresse, musée de Brou : Entrée de Village, huile sur toile[4]
- musée des beaux-arts de Marseille :
  - Marseille soir d'été, 1891, huile sur toile[5]
  - Diane, huile sur toile[6]
  - Portrait d'homme, huile sur toile[7]
  - Tête de Vieillard, huile sur bois[8]
- Marseille, musée Cantini :
  - La Samaritaine, huile sur toile[9]
  - L'Attente, 1887, huile sur bois[10]
  - La Porte d'Aix, huile sur toile[11]
  - Portrait de Raoul Viola
- Paris, gare de Lyon, salle dorée du restaurant Le Train bleu : Alger et Cassis, 1900
- musée des beaux-arts de Rouen : Les Martigues. Provence, vers 1888, huile sur toile[12]

## Salon des artistes français
- 1883 : Les Martigues vue de Jonquières, mention d'honneur
- 1887 : En Provence
- 1927 : Campo san Giovanni e Paolo, Venise[13]

## Expositions et prix
- 1885, Amiens, 27e exposition de la Société des amis des arts de la Somme : La Corniche à Marseille, La Montée de Gratte-Semelle(Provence)[14]
- Prix Raigecourt-Goyon en 1893
- Paris, Exposition universelle de 1900, médaille de bronze

## Décoration
- Chevalier de la Légion d'honneur en 1903